# سیارک ۶۷۰۸
سیارک ۶۷۰۸ (به انگلیسی: 6708 Bobbievaile، نامگذاری:1989AA5) شش هزار و هفتصد و هشتمین سیارک کشف شده‌است که در ۴ ژانویه ۱۹۸۹ کشف شد.
قدر مطلق سیارک برابر ۱۲٫۸۰ است.